# Cronometragem totalmente automática

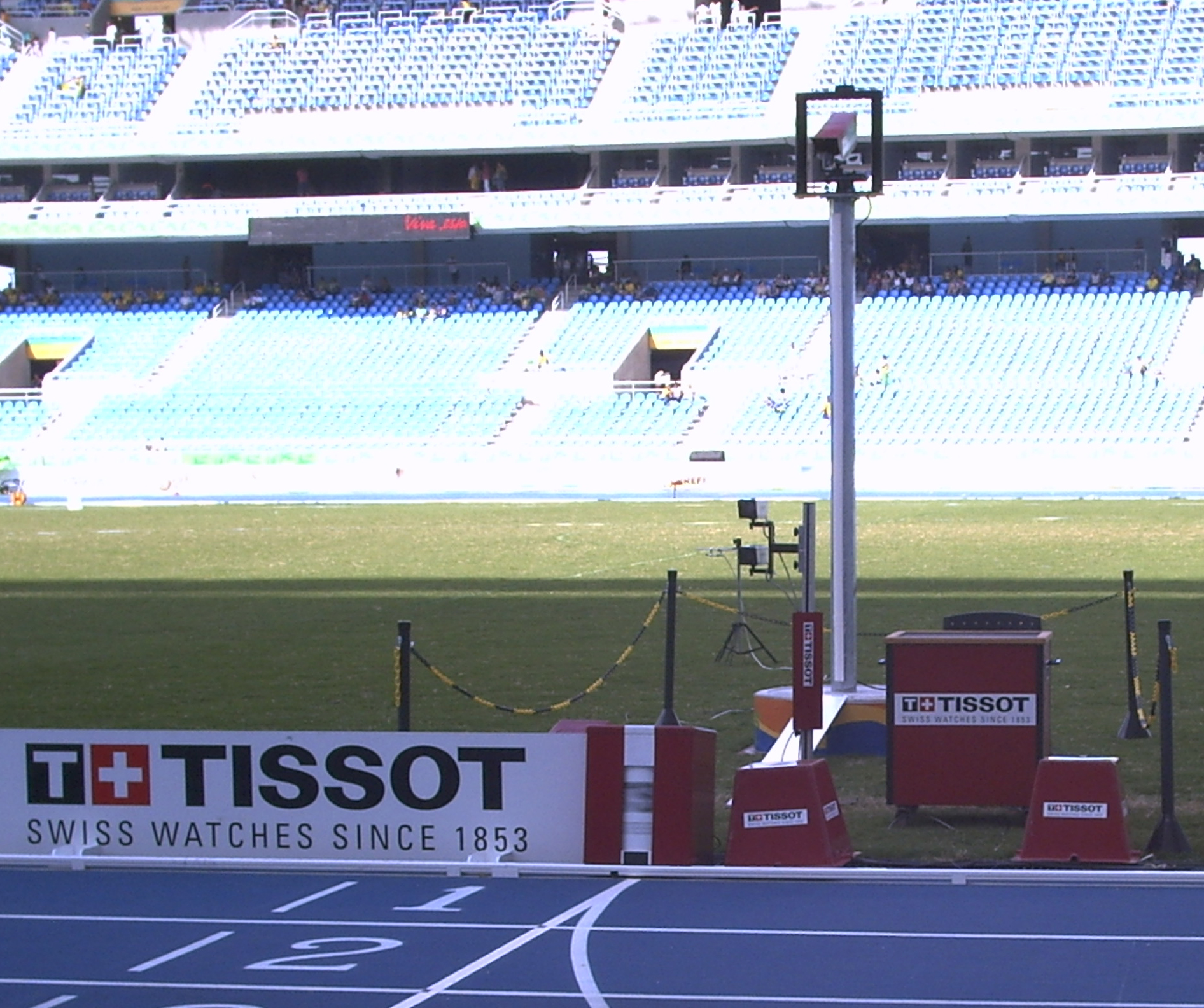
Um sistema de câmera de cronometragem totalmente automática na linha de chegada dos Jogos Pan-Americanos de 2007 no Estádio Olímpico João Havelange

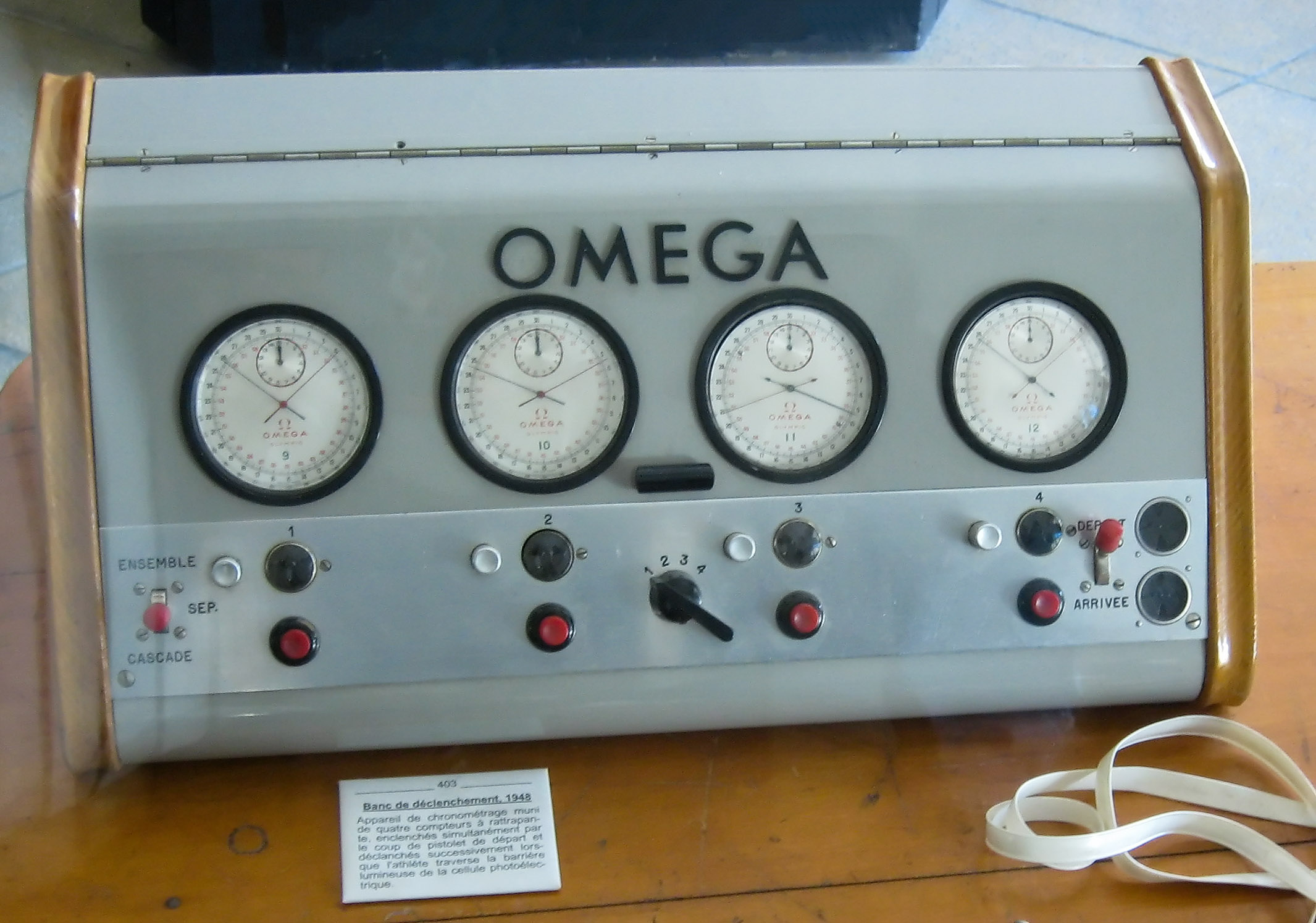
Um dispositivo de FAT Omega de 1948, contendo quatro cronômetros iniciados por uma pistola de partida e parados por uma fotocélula.

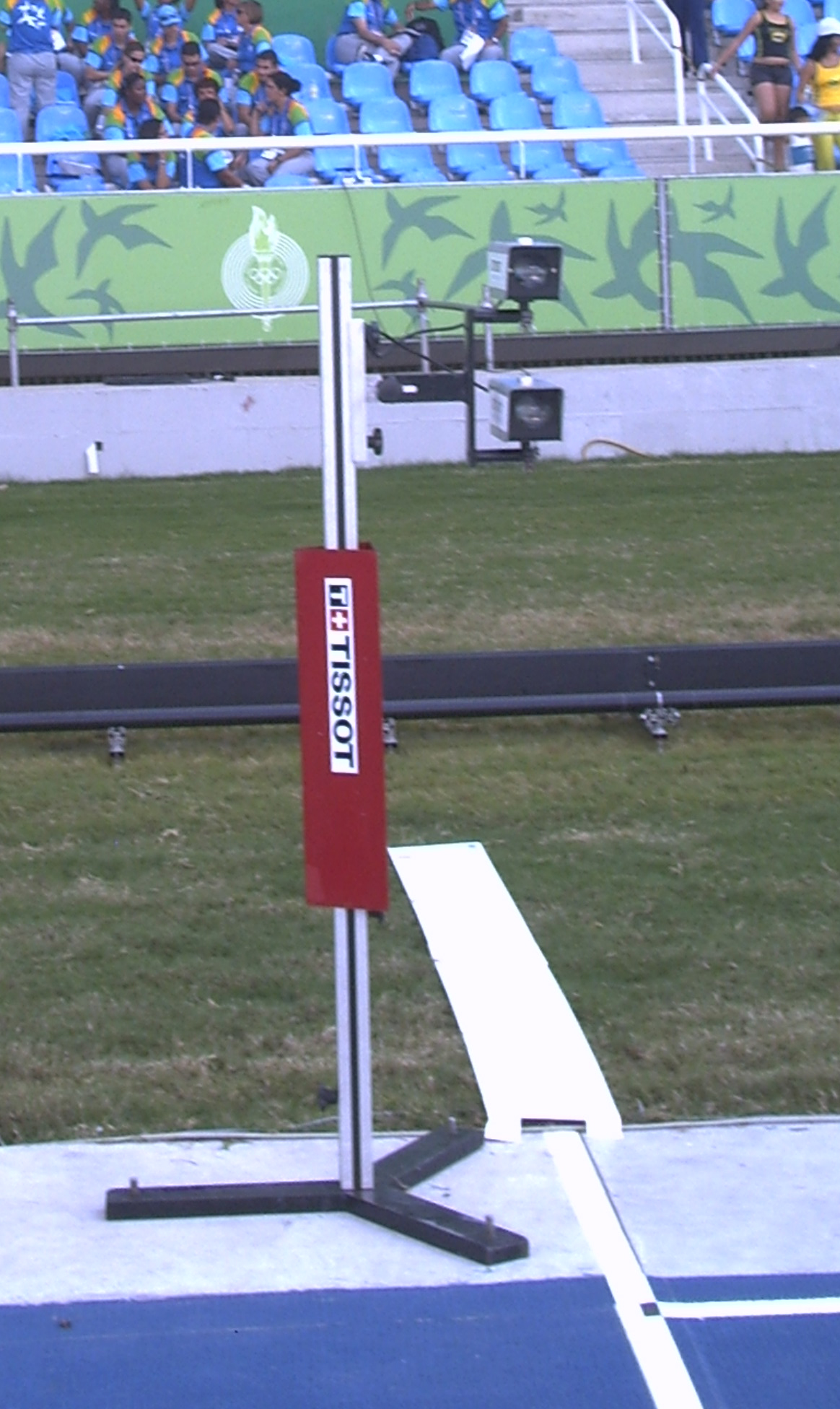
Sistema de cronometragem por raio de luz

Cronometragem totalmente automática ou contagem totalmente automática, também conhecida pela sigla inglesa FAT (Fully Automatic Time), é uma forma de cronometragem de corrida em que o relógio é automaticamente ativado pelo dispositivo de início, e o tempo final é ou automaticamente registrado, ou cronometrado por uma análise de uma foto finish. O sistema é comumente usado no atletismo assim como no turfe, corridas de galgos, ciclismo, remo e automobilismo. Nesses esportes, uma foto finish é usada. É também usada na natação, onde os próprios nadadores registram um tempo final ao tocar um dispositivo sensível ao toque no final de uma corrida. A fim de verificar o equipamento, ou em caso de falha, um sistema substituto (normalmente manual) é usado juntamente à cronometragem automática.

## Tecnologia
Em corridas iniciadas por uma pistola de partida, um sensor é normalmente conectado à pistola e envia um sinal eletrônico ao sistema de cronometragem quando disparado. Alternativamente, uma luz de início ou som que é eletronicamente disparado (como uma buzina), podem também ser ligadas ao sistema de cronometragem. Em esportes que envolvem uma linha final que é cruzada (ao invés de um toque final, como na natação), o atual sistema de finalização é uma foto finish que é então analisada pelos juízes.
O atual sistema de foto finish usado em competições olímpicas, assim como em outros eventos de alto nível, usam uma câmera digital de varredura por linha direcionada diretamente junto à linha de chegada. TimeTronics, FinishLynx e Omega são exemplos de sistemas de cronometragem comercial comumente usados em competições de atletismo. Estas câmeras tem uma imagem de campo de somente poucos pixels de largura, com um único quadro formando uma imagem estreita somente da linha de chegada e qualquer coisa que cruzá-la. Durante uma corrida, a câmera captura imagens em uma taxa de quadros extremamente alta (a taxa exata depende do sistema, mas pode ser em milhares de quadros por segundo). Um software de computador então organiza esses quadros horizontalmente para formar uma imagem panorâmica que mostra efetivamente um gráfico da linha de chegada (e qualquer coisa cruzando-a) enquanto o tempo passa, com o tempo indicado no eixo horizontal.
Antes do advento da fotografia digital, um sistema similar (ainda disponível como uma alternativa) filmado foi usado, consistido por uma ranhura na qual é inserida um pedaço de filme a uma taxa constante para produzir uma imagem panorâmica semelhante ao sistema digital.  
Também existem sistemas de gravação em vídeo, entretanto as taxas de quadro de vídeo (frequentemente gravados em VHS e SVHS, embora métodos digitais estejam disponíveis) limitam a precisão de cronometragem que pode ser alcançada por essa mídia.
Há também sistemas de cronometragem similares que usam o simples processo de quebra de um raio de luz. Enquanto tais sistemas são frequentemente usados para fornecer resultados instantâneos (para a imprensa), o objeto que eles estão cronometrando é mais difícil de definir.

## Uso no atletismo

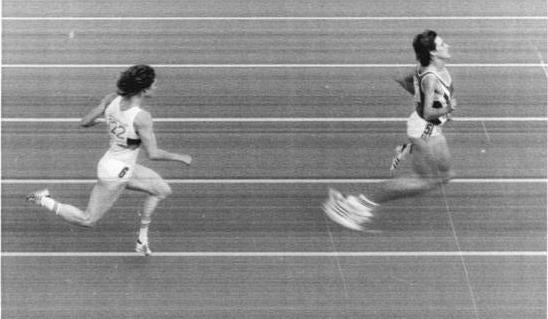
Um exemplo de corrida automaticamente cronometrada fotográfica: Sabine Busch, à direita, vence com 53,24 s e Cornelia Ullrich vem em segundo com 53,55 s.

De acordo com a IAAF, qualquer recorde em atletismo (mundial, olímpico ou nacional) ou tempo de qualificação para os Jogos Olímpicos ou Campeonatos Mundiais definido em uma corrida de velocidade precisa ser cronometrado por um sistema totalmente automático para ser válido. 
Cronometragens manuais, aquelas com humanos operando e parando e/ou iniciando mecanismos, são altamente propensas a erro. Pela regra, elas são precisas só em um décimo (0,1) de segundo, e todos os centésimos além do zero precisam ser arredondados para o próximo décimo mais alto.
Muitos estatísticos de atletismo usam um fator de conversão estimado de 0,24 segundos adicionados a qualquer marca cronometrada manualmente nos eventos de 100 metros rasos ou 200 metros rasos, e 0,14 segundos para qualquer marca cronometrada nos eventos de 400 metros rasos ou mais longos. Esses fatores de conversão são aplicáveis somente para comparar marcas de uma variedade de fontes, mas não são aceitáveis para fins de registro. No caso de comparação de ajuste de cronometragem manual com a cronometragem totalmente automática, sendo um tempo original de FAT equivalente, o tempo de FAT será considerado mais preciso, e assim será dada a melhor posição ao atleta, ou uma classificação comparativa. Esse velho método de converter tempos data desde quando os sistemas de FAT eram muito menos comuns. Ele é cada vez menos aceitável mesmo em encontros de nível baixo e certamente não o é no nível superior do esporte.

## Ver Também
- Photo finish